# Jules-Émile Hilberer
Jules-Émile Hilberer, né le 11 juillet 1869 à Bienne et mort en décembre 1939 à Berne, est un poète, écrivain, journaliste et enseignant suisse.

## Biographie
Hilberer fait ses études à l'école normale de Porrentruy où il est correspondant du journal le Rameau du Sapin et publie deux recueils de poésies, Mon péché de jeunesse et Intimités. Lorsqu'il obtient son diplôme, en 1890, il part enseigner le français au Tessin. Il se rend, en 1891, à Saint-Pétersbourg, invité par son cousin, pasteur de l'église française. Hilberer y trouve une place de précepteur des enfants du comte Olsoufief, chef du cabinet privé du tsar Alexandre III. Il est ensuite nommé professeur au lycée de Saint-Pétersbourg, puis se voit attribuer la chaire de littérature en langue française de l'Université d'Odessa, en 1902. Lorsque éclate la Révolution russe, sa famille se retrouve démunie, ses fils parviennent à rentrer en Suisse, mais lui-même est contraint de rester en Russie. Les autorités Russes finissent par le laisser partir en raison de son état de santé. Avec son épouse, il s'installe à Berne où il reprend son métier d'enseignant à l'institut Humboltianum, à l'école professionnelle ainsi que dans une école de commerce privée, avant de mourir d'un accident de voiture en 1939.

## Œuvres
- Mon péché de jeunesse : Poésies. Bienne : s.n., 1888. (OCLC 81449598)
- Intimités : Nouvelles poésies. Bienne : s.n., 1890. (OCLC 78500530)
- Les suisses dans la Russie méridionale : La Société d'Odessa ; La Colonie de Chabag. Notice historique. Odessa : L. Nitzsche, 1912. (OCLC 82022734)
- Chansons, traditions, us et coutumes du peuple russe. Delémont : Grobéty & Membrez, 1918. (OCLC 78111002)
- Pages Biennoises : Les derniers moments de J.-J. Rousseau à l'île de St-Pierre et à Bienne ; Une maison hospitalière au XVIIIe siècle (Le Rockhall de Bienne) ; Histoire du duel du Comte de Cagliostro. Neuveville : W. Henry, 1924. (OCLC 82050885)
- Une famille jurassienne distinguée : La famille de Gélieu. Tavannes : H. Kramer, 1925. (OCLC 84535834)
- Pages biennoises : Autour de deux Auberges. Porrentruy : Impr. Le Jura, S.A., 1926. (OCLC 81050065)
- Henri Pestalozzi : En souvenir du 100e anniversaire du jour de sa mort, le 17 février 1927. À la jeunesse des écoles, Moutier : Impr. du Petit Jurassien S.A., 1927. (OCLC 82628391)
- Poèmes de Grèce et d'Italie : Une poignée de sonnets.

de Jules-Emile Hilberer, Bienne : W. & Ch. Gassmann, 1927. (OCLC 81431086)
- Un poète jurassien : Charles-Henri Martin (1865-1886). Étude biographique et littéraire. Laupen près Berne : Soc. Polygraphique, 1928. (OCLC 79128179)
- Poésies. Tavannes : H. Kramer, 1931. (OCLC 80900654)
- La « Revue Suisse » et la vie jurassienne, 1847-1860. La Chaux-de-Fonds : Impr. Robert-Tissot & Fils, 1932. (OCLC 79690128)

## Source
- Emma Chatelain, « Hilberer, Jules-Emile (1869-1939) », Dictionnaire du Jura, 2006.